# Nucleido
Un nucleido es cada una de las posibles especies atómicas caracterizadas por la agrupación de sus nucleones (protones y neutrones). Los nucleidos pueden diferir por sus cantidades de protones o de neutrones, o por la energía de su estructura de agrupamiento.

## Notación
Se aceptan dos formas de notación para designar un nucleido determinado: 
1. El símbolo del elemento precedido del número másico como superíndice (ejemplo: 12C).
2. El nombre del elemento unido por un guion al número másico (ejemplo: carbono-12).

Así mismo, se puede utilizar algún tipo de marca (generalmente una letra, asterisco o tilde) a continuación del número másico para indicar que la estructura del nucleido no es la de menor energía posible.
Hay que recordar que los nombres de los elementos químicos son nombres comunes, y como tales, deben escribirse sin mayúscula inicial salvo que otra regla ortográfica lo imponga.

### Simbología
En la expresión de cualquier agrupamiento de nucleones, se tiene que:
- A simboliza el número másico, es decir, la suma del número de protones y el de neutrones.
- Z es el número atómico, coincidente con el número de protones.
- M es el símbolo del elemento químico del átomo correspondiente, ligado a su número de protones.
- En consecuencia, el número de neutrones se deduce a partir del número másico y del número atómico (N = A - Z).

Un nucleido provisto de una secuencia orbital de Z electrones constituye un átomo. Esto propicia que en principio su notación sea idéntica a la notación de los elementos químicos. Así, cada nucleido se denomina según el símbolo del átomo que genera, precedido de los valores A y Z con presuperíndice para A, y presubíndice representativo de Z: 
| A Z | M |

M es el símbolo químico del núcleo, según su número de protones. Algún otro trazo, tilde, asterisco o carácter junto a A significa que la estructura no es la de menor energía posible.
Es frecuente prescindir del índice Z, pues aporta información redundante con el símbolo. De este modo, se acepta como notación de un nucleido el símbolo del elemento precedido del número másico como superíndice, o el nombre del elemento unido por un guion al número másico.
Por ejemplo, al nucleido de seis protones y seis neutrones se le puede simbolizar o designar 12C o carbono-12:
| 12 | C ó carbono-12 |

Estas son las reglas de nomenclatura científicamente aceptadas, correspondientes a la "Nomenclatura de Química Inorgánica. Recomendaciones de 2005 (Libro Rojo de la IUPAC)", tal y como se pueden encontrar en su sección IR-3.3.

## Origen del término
La palabra nucleido (traducción del término original en inglés nuclide) fue propuesta por Truman P. Kohman en 1947. Kohman sugirió originalmente la expresión nuclide para referirse a "tipos de núcleos" definidos por contener un cierto número de neutrones y protones. Así, la palabra fue originalmente destinada a describir distintos núcleos atómicos.

## Clasificación de los nucleidos
- Isótopos. Poseen igual número atómico, pero difiere la cantidad de neutrones. El deuterio: 2H es isótopo del tritio: 3H. A su vez, ambos lo son de su ente principal: el hidrógeno: 1H. Por corresponder al mismo elemento, es frecuente aplicar la designación «isotopía» del elemento: isótopos del hidrógeno.

- Isóbaros. Están dotados de la misma cantidad de nucleones: número másico (A). Por ejemplo, el potasio 40: 19 protones y 21 neutrones: 40K es isóbaro del calcio 40: 20 protones y 20 neutrones: 40Ca. La cantidad de protones por la cual uno excede al otro coincide con la de neutrones deficitarios, de modo que la suma es la misma.

- Isótonos. Contienen igual número de neutrones pero sus números atómico y másico son distintos. 39K es isótono de 40Ca.

- Isómeros. De A, Z y N iguales, difieren únicamente por su estructura de agrupamiento, que implica diferente nivel de energía. 99Tc es isómero de 99mTc.